# Quart (Italia)
Quart (pronunciación: [kaʁ]) es una localidad y comune italiana de la región del Valle de Aosta. Tiene una población estimada, a principios de 2021, de 4051 habitantes.
Se ubica en la periferia oriental de la ciudad de Aosta.
Se conoce la existencia de la localidad desde la época romana, cuando era un pequeño asentamiento denominado Ad Quartum. En la Edad Media pertenecía a los señores de la Porte Saint-Ours, quienes en 1185 construyeron el castillo de Quart. Cuando la familia noble local se quedó sin herederos, en 1550 la localidad pasó a depender de la Casa de Saboya.

## Evolución demográfica
| Gráfica de evolución demográfica de Quart entre 1861 y 2001 |
|                                                             |
| Fuente ISTAT - elaboración gráfica de Wikipedia             |